# 主對角線
在線性代數中，一個矩陣 A 的主對角線是收集所有 {\displaystyle A_{ij}}滿足 i=j。例如，以下矩陣中，紅色的1的元素就位在主對角線上：
{\displaystyle {\begin{bmatrix}\color {red}1&0&0\\0&\color {red}1&0\\0&0&\color {red}1\end{bmatrix}}}{\displaystyle {\begin{bmatrix}\color {red}1&0&0\\0&\color {red}1&0\\0&0&\color {red}1\\0&0&0\end{bmatrix}}} {\displaystyle {\begin{bmatrix}\color {red}1&0&0&0\\0&\color {red}1&0&0\\0&0&\color {red}1&0\end{bmatrix}}}
如果一個矩陣的主對角線以外的元素全為 0，這樣的矩陣就稱作對角矩陣。而主對角線元素的和，即為矩陣的跡數。

## 反對角線
另一種對角線則稱作反對角線、反向對角線或次對角線。
一個 {\displaystyle n\times n}方塊矩陣 B 的反對角線則是收集所有 {\displaystyle B_{ij}}滿足 i+j = n+1。也就是從右上角到左下角的對角線。
{\displaystyle {\begin{bmatrix}0&0&\color {red}{1}\\0&\color {red}{1}&0\\\color {red}{1}&0&0\end{bmatrix}}}